# Ferme de Hœrdt
La ferme de Hœrdt est un monument historique situé à Hœrdt, dans le département français du Bas-Rhin.

## Localisation
Ce bâtiment est situé au 26, rue de la République à Hœrdt.

## Historique
L'édifice fait l'objet d'une inscription au titre des monuments historiques depuis 1984.

## Architecture

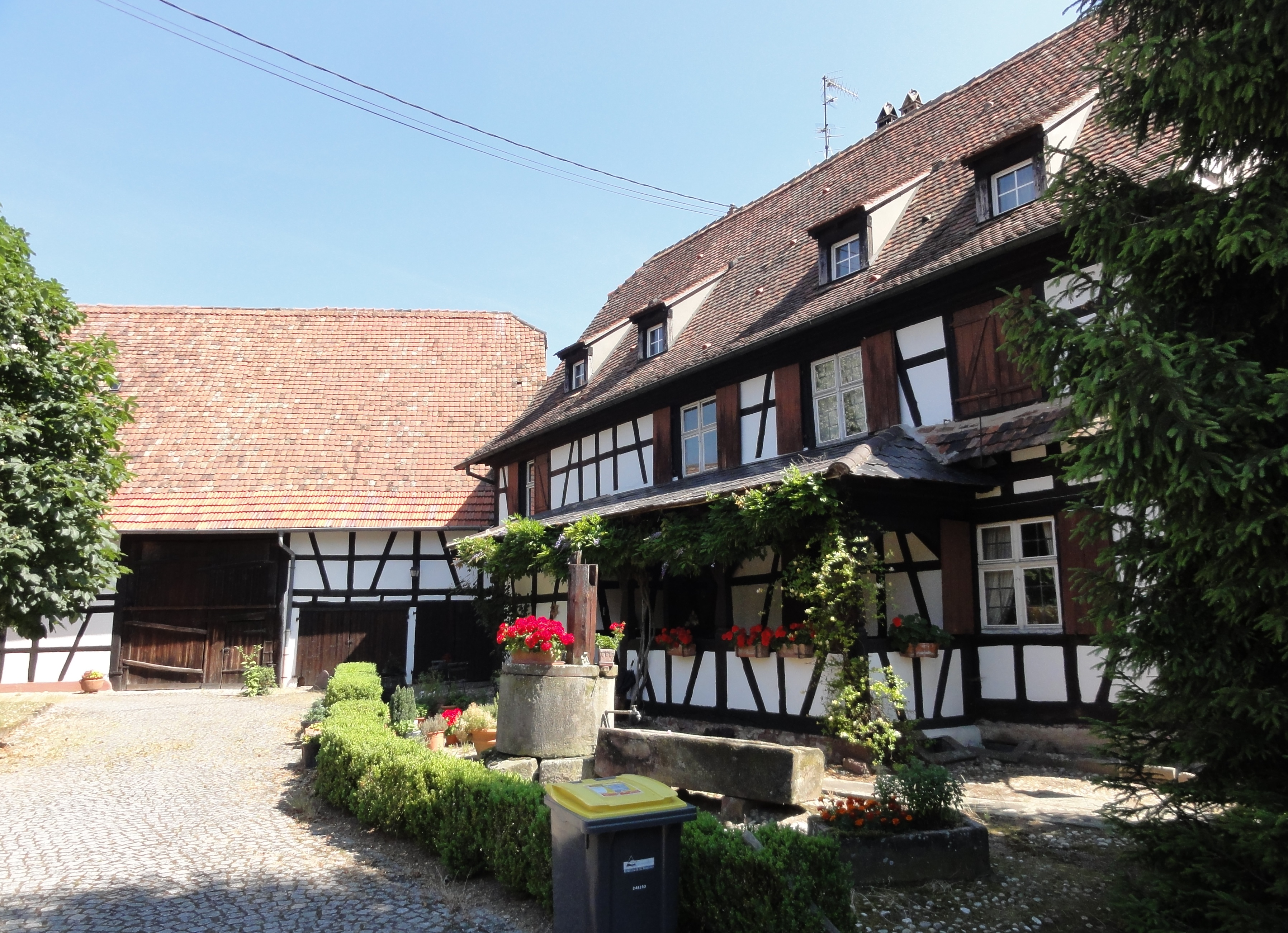
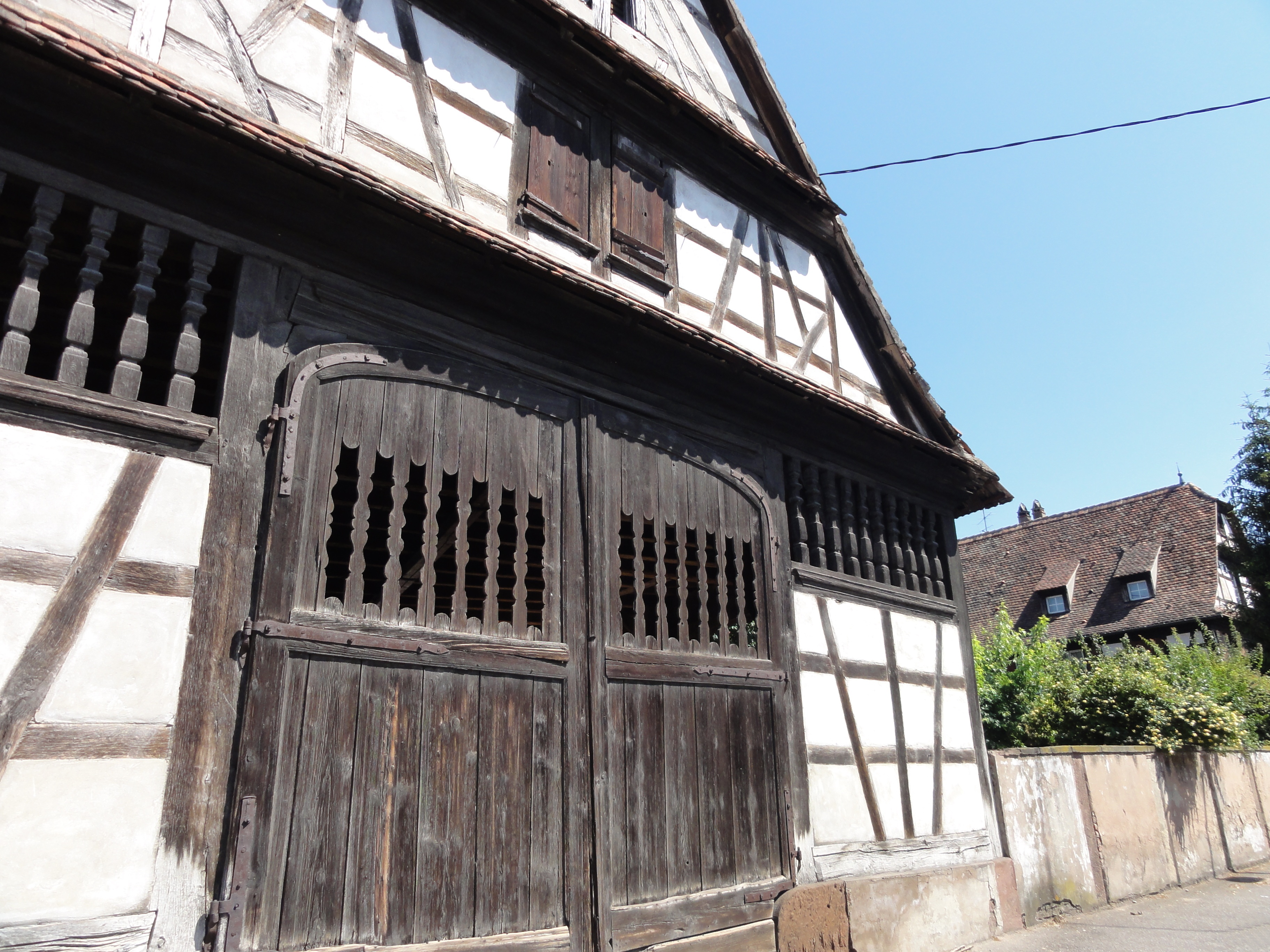
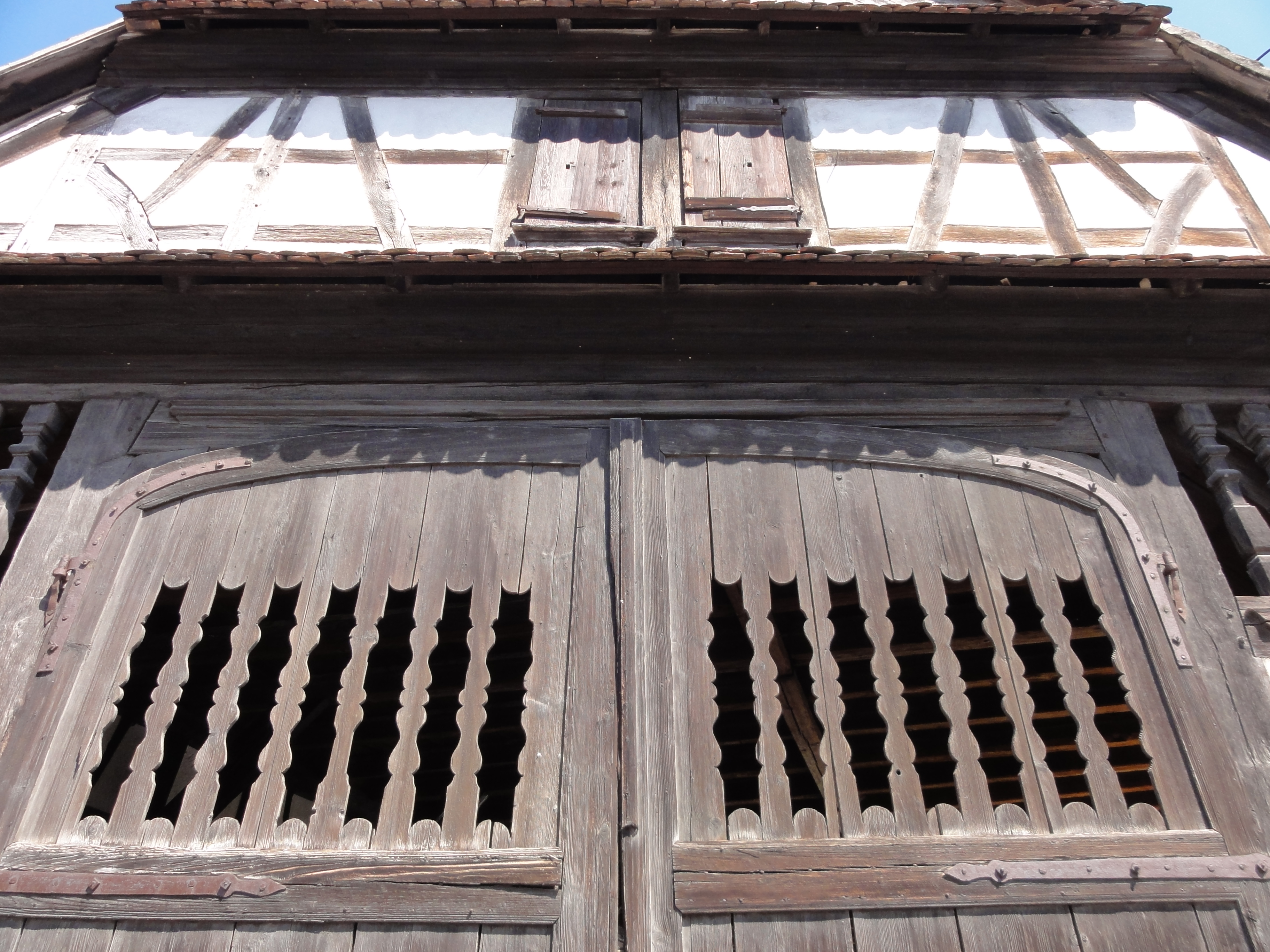